# ميخائيل كيني (سياسي)
ميخائيل كيني هو سياسي أمريكي، ولد في 13 يناير 1875، وتوفي في 19 فبراير 1971 في جفرسون سيتي في الولايات المتحدة. نشط حزبياً في الحزب الديمقراطي. وقد انتخب عضو مجلس ولاية ميزوري ‏.